# Repit

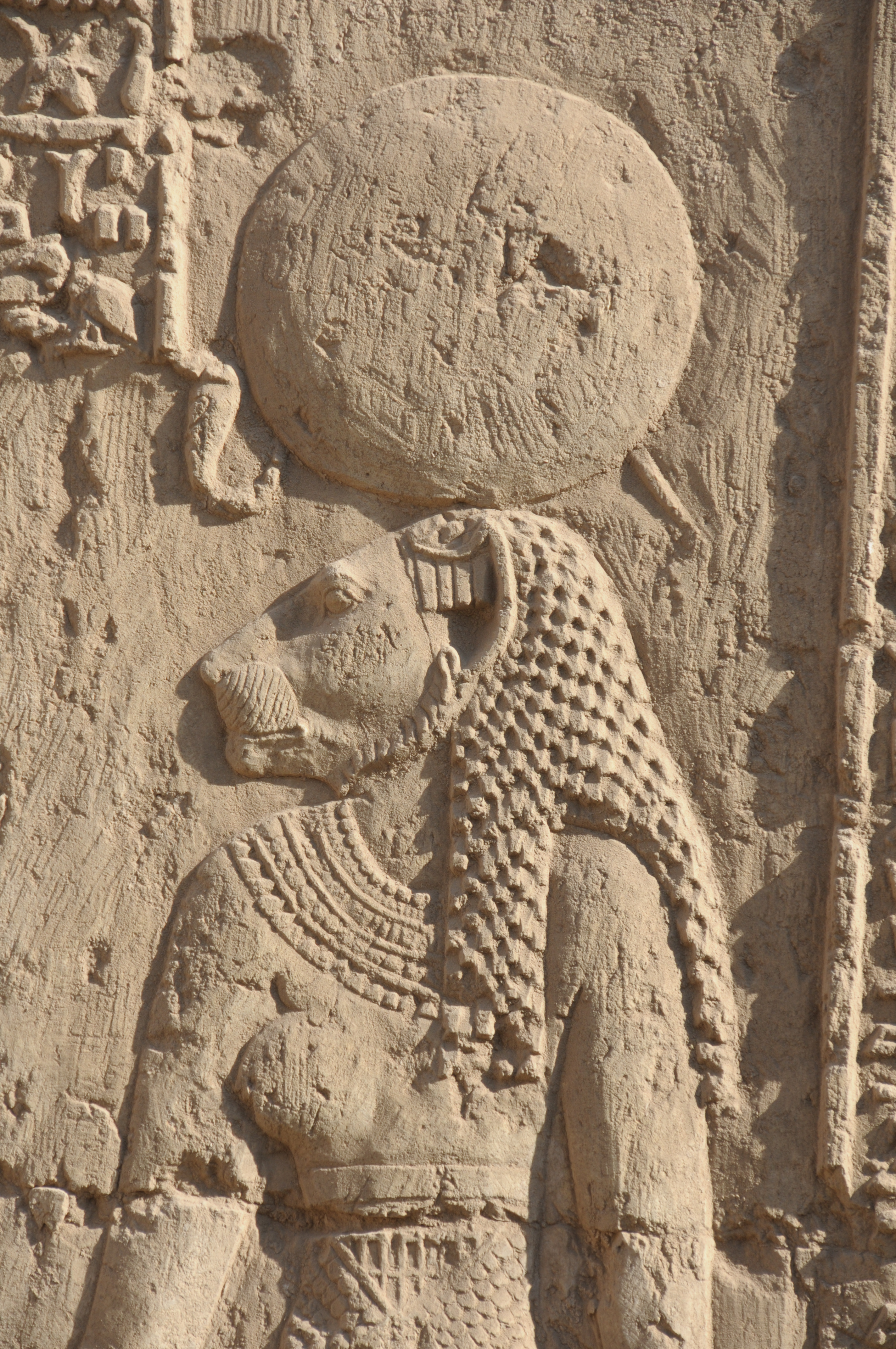
Relief der Göttin Repit im Tempel von Athribis

Repit (altägyptisch Rpwt, Rpyt) ist eine löwenköpfige Göttin der ägyptischen Mythologie, die ihren Hauptkultort im oberägyptischen Athribis hatte.

## Namen
Der Name Repit bedeutet „vornehme Frau“ und war anfangs ein Ehrentitel für die Göttinnen Hathor, Isis und Nephthys. Für Hathor ist der Name seit dem Mittleren Reich belegt. Er wurde häufig in der Spätzeit benutzt, vor allem wurde ihre Kultstätte in Dendera oftmals als „Haus der Repit“ bezeichnet.
Isis und Nephthys wurden zuweilen als „die beiden vornehmen Damen“ (rpw.tj) zusammengefasst. Repit wurde dann bereits im Mittleren Reich zu einem Eigennamen für eine Löwengöttin aus dem 9. oberägyptischen Gau, die allerdings hauptsächlich erst in späterer Zeit überliefert ist. Im vulgären Sprachgebrauch wurde der Name mit Artikel zu T-Repit und bei den Griechen dann zu Triphis.

## Kultorte und Mythologie
Der Hauptkultort der Repit befand sich im oberägyptischen Athribis, im westlichen Teil des Min-Gaues, weshalb ihr häufiger Beiname auch „Horusauge auf der Westseite von Achmim“ lautete. Dort bildete sie mit Min und Kolanthes eine Götterdreiheit, die im heute weitestgehend zerstörten Haupttempel und im Tempel des Ptolemaios XII. verehrt wurde. Mitunter verschmolz sie dort auch mit der Löwengöttin Sachmet.
In Achmim verschmolz Repit mit der Göttin Aperetiset und bekam dort den Beinamen „Aperetiset im Mondhaus“, der zuweilen zu ihrem eigentlichen Namen wurde. Aperetiset („die mit bereitetem Sitz“) war eine menschengestaltige Göttin mit Hathorkrone und Federpaar und wurde mit Repit im Gefolge des Min dargestellt. Eine weitere Verehrung mit Min und Kolanthes erfolgte in Ptolemais Hermiu.
Mythologisch wurde die Göttin mit dem Auge des Re identifiziert und (wie Min) mit dem sagenumwobenen Punt in Verbindung gebracht. In der Erzählung Die Heimkehr der Göttin tritt sie als Sopdet und Tefnut auf.